# 1. Sinfonie (Bernstein)

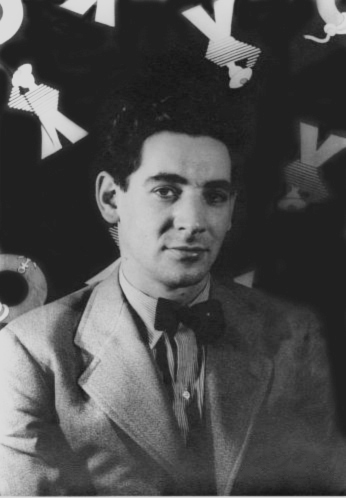
Leonard Bernstein (1918–1944) – Komponist

Leonard Bernstein komponierte seine Sinfonie Nr. 1, genannt Jeremiah, 1942. Formal betrachtet handelt es sich eher um eine sinfonische Dichtung, da das Werk programmatisch der biblischen Geschichte des Propheten Jeremia folgt.
Das Werk wurde am 28. Januar 1944 in der Syria Mosque, einem Gebäude der Freimaurerei in Pittsburgh, uraufgeführt und ist dem Vater des Komponisten, Samuel Bernstein, gewidmet.
Die Sinfonie ist unterteilt in drei Sätze: „Prophecy“ (dt. „Weissagung“), largamente; „Profanation“ (dt. „Entweihung“), vivace con brio und „Lamentation“ (dt. „Klage“), lento. Im dritten Satz singt ein Mezzosopran Teile aus den Klageliedern Jeremias aus der hebräischen Bibel.

## Besetzung
Piccoloflöte, 2 Flöten, 2 Oboen, Englischhorn, 2 Klarinetten in B, Bassklarinette, 2 Fagotte, Kontrafagott, 4 Hörner, 3 Trompeten, 3 Posaunen, Tuba, Percussion (Pauken, Triangel, Große Trommel, kleine Trommel, Handbecken, hängendes Becken, Holzblöcke), Klavier, I./II. Violinen, Violen, Violoncelli, Kontrabässe